# Lagoa do Araçá
Lagoa do Araçá är en sjö i Brasilien.   Den ligger i delstaten Bahia, i den östra delen av landet, 600 km nordost om huvudstaden Brasília. Lagoa do Araçá ligger 427 meter över havet.
Omgivningarna runt Lagoa do Araçá är huvudsakligen savann. Runt Lagoa do Araçá är det glesbefolkat, med 14 invånare per kvadratkilometer.